# Hän

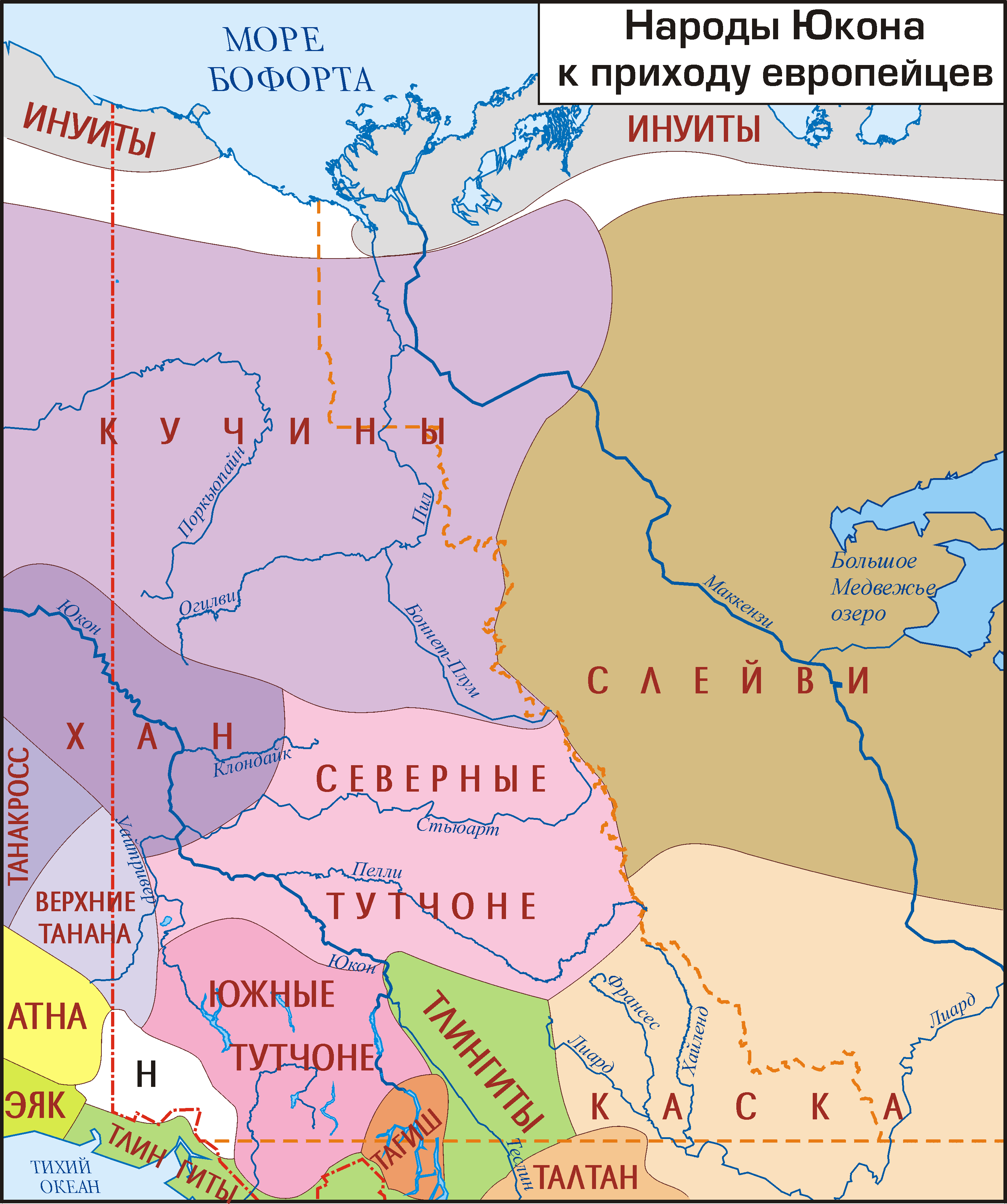
Siedlungsgebiet der Han (dunkelviolett) u. a. First Nations im Yukon-Territorium und Alaska vor Ankunft der Europäer. Karte (russisch) des Linguarium-Projektes der Lomonossow-Universität.

Die Hän oder Han, richtig Hän Hwëch'in („Volk, das am Fluss [dem Yukon River] lebt“) sind ein indianisches Volk, dessen ursprüngliches Siedlungsgebiet sich beiderseits des Yukon River im Yukon-Territorium im Nordwesten Kanadas sowie in Alaska erstreckte. Im Norden leben die Gwich’in (Kutchin), im Süden die
Northern Tutchone und im Westen die Upper Tanana (Kohtʼiin).

## Name und Bezeichnungen
Die heute gebräuchliche Stammesbezeichnung als Hän oder Han ist eine Verkürzung ihrer Eigenbezeichnung als Hän Hwëch'in / Han  Hwech’in oder der Namensgebung der nördlich lebenden Gwich'in (Kutchin) für die Hän als hangʷičʼin – beide Bezeichnungen bedeuten jeweils wörtlich "Volk, das am Fluss – dem Yukon River – lebt".
In der historischen Fachliteratur und Reiseliteratur wurden sie daher meist als Hänkutchin/Han Huch'inn bezeichnet und oftmals fälschlich als eine Band der sowohl sprachlich als auch kulturell eng verwandten Gwich'in betrachtet; sie sind jedoch von diesen zu unterscheiden und begreifen sich als zwar verwandte jedoch separate Ethnie. Weitere Schreibweisen des Namens: Han-Kootchin, Hun-koo-chin, Hong-Kutchin, An Kutchin, Han Kutchin, Han-Kutchín, Hăn-Kŭtchin und Hungwitchin.
Die französischen Trapper und Pelzhändler bezeichneten sie als Gens du fou, Gens de Fou, Gens de Foux, Gens des Foux („Wildes Volk“) oder Gens-de-fine. Oftmals wurde der Name Gens de Foux (und dessen Varianten) auch für die sprachlich verwandten Northern Tutchone (Dan oder Huč’an) verwendet, in diesem Fall wurden die Han zur Unterscheidung allerdings als Gens de Bois bzw. Gens des Bois („Volk des Waldes“) bezeichnet.
Die Hän Hwëch'in führen sich auf Hän (Häɬ goɬan)-sprachige regionale Bands zurück, die sich im Gebiet des Upper Yukon River und Klondike River rund 11.000 Jahre zurückverfolgen lassen. Diese setzten sich wiederum aus Lokalgruppen (local bands) zusammen, die aus einer oder mehreren matrilinearen Großfamilien bestanden. Jede Band bezeichnete sich daher als Hwech’in / Hwëch’in („Volk“; wörtlich: „Bewohner einer Gegend“) sowie unter Einbeziehung des Namens des jeweiligen Hauptdorfes oder Flusses als Ortsangabe zur eindeutigen Identifizierung und Abgrenzung gegenüber benachbarter aber unterschiedlicher Bands (siehe gleiches: Gwich'in bei den Gwich'in/Kutchin sowie Huč’an / Ku Dän bei den Tutchone).
So leitet sich der heute offizielle Name der Tr’ondek Hwech’in First Nation vom Autonym Tr’ondek Hwech’in bzw. Tr’ondëk Hwëch’in („Volk entlang des Klondike River“) her, das sich von der Bezeichnung für den Klondike River als Trʼondëk (abgl. von Tro – „Schlagsteine, zur Befestigung der Stecken der Lachswehre“ und Ndëk – „Fluss“) sowie von Hwech’in / Hwëch’in („Volk“; wörtlich: „Bewohner einer Gegend“) ableitet lässt. Heute identifizieren sie sich jedoch nach ihrem einst bedeutenden Hauptort Tr’ochëk („Mündung des Klondike River“) als „Volk an der Mündung des Klondike River“.

## Regionale Bands der Hän
Kurz vor und während des Klondike-Goldrausch gab es drei regionale Bands entlang des Yukon River (Chu Kon’ Dëk) („sprudelndes Wasser Fluss“) flussabwärts bzw. (von Süden nach Norden) (Mishler and Simeone 2004):
- Chief Isaac People, Isaac's Band  bzw. Dawson Indian Band: mit mindestens drei Lokalgruppen – der Hauptort Tr’ochëk (später Lousetown oder Klondike City genannt) an der Mündung des Klondike (Trʼondëk) in den Yukon (Chu Kon’ Dëk), das Hän-Dorf Nuklako (Jutl’à’ K’ät) direkt gegenüber dem Handelsposten Fort Reliance nahe dem heutigen Dawson entlang des Klondike River sowie reiche Fischgründe entlang dieser Flüsse lagen im Gebiet der größten Lokalgruppe, eine weitere hatte ihre Jagdgebiete den Klondike flussaufwärts sowie entlang des Blackstone River (Ttth'oh zrąy) und in den Uplands und teilte sich daher die Forty-Mile-Karibujagdgebiete im Gebiet von Black City / Blackstone Village am Westufer des East Blackstone River mit den Dagudh / Tukudh sowie Teetł'it / Teetl'it Zheh Bands der Gwich'in, der Bonanza Creek (Gàh Dëk – Rabbit Creek, d. h. „Kaninchen-Bach“) – das Hauptgebiet des Goldrausches – gehörte ebenfalls zum Streifgebiet – nannten (nennen) sich selbst Tr’ondek Hwech’in / Tr’ondëk Hwëch’in („Volk an der Mündung des Klondike River“) und bilden heute die übergroße Mehrheit der Tr’ondek Hwech’in First Nation.
- David's Band, später Johnny's Band: am Unterlauf sowie der Mündung des Fortymile River in den Yukon (Chu Kon’ Dëk) bis zum Hauptort namens David's Camp bzw. Johnny's Village (Klat-ol-klin) (nach den aufeinander folgenden Häuptlingen David und John benannt; das heutige Native Eagle Village) nahe der Stadt Eagle (Tthee T’äwdlenn) in Alaska, zudem gab es ein weiteres Dorf 2,5 Meilen flussabwärts von Eagle, zwischen den beiden Dörfern befand sich der kurzlebige Handelsposten Belle Isle, die Lokalgruppen überwinterten regelmäßig am Mission Creek, am Seventymile River und ihr Jagdgebiet reichte mindestens bis zum Comet Creek, Eureka Creek sowie zum American Creek. Die Überlebenden der Pocken zogen 1880 nach Forty Mile (Ch'ëdä Dëk). Chief David starb spätestens 1903, als ihm zum Gedenken ein Potlatch gegeben wurde. Als Häuptling folgte sein Sohn Peter – heute sind einige im Native Eagle Village zu finden, der Großteil jedoch als Teil der Tr’ondek Hwech’in First Nation.
- Charley's Band, Charlie’s Band bzw. Fortymile Indians: entlang des Upper Fortymile River flussabwärts bis zur Mündung in den Yukon (Chu Kon’ Dëk) mit dem dortigen wichtigen Hän-Fischerort namens Forty Mile (Ch'ëdä Dëk) sowie ihrem Hauptort Charley’s Village (Tadush) an der Mündung des Kandik River (auch: Charley Creek genannt) in den Yukon, somit umfasste ihr Streifgebiet das heutige Yukon-Charley Rivers National Preserve sowie auch Teile des Einzugsgebiets des Charley River, zudem ebenfalls Eagle Village und Kechumstuk im heutigen Alaska, für sie war die Porcupine-River-Karibuherde neben dem Fischfang die wichtigste Nahrungsgrundlage, nach 1914 wurde Charley's Village wegen einer Überschwemmung aufgegeben und der gleichnamige Häuptling führte seine Band nach Eagle Village; ebenfalls zogen Hän vom Charley River zwischen 1900 und 1910 nach Fort Yukon, es handelt sich hierbei höchstwahrscheinlich um zwei unterschiedliche Lokalgruppen der gleichen regionalen Band – Nachfahren sind heute zumeist im Native Eagle Village nahe der Stadt Eagle (in Hän: Tthee T’äwdlenn) in Alaska sowie auch unter der heutigen Tr’ondek Hwech’in First Nation zu finden.

Chief Isaac's Band war daher nur eine unter drei regionalen Bands und deren Nachfahren sind nur als Tr’ondek Hwech’in anzusprechen.

## Sprache
Ihre Sprache, das Häɬ goɬan, gehört zur Zentral-Alaska-Yukon-Gruppe der Nördlichen Athapaskischen Sprachen und ist eng verwandt mit dem Dinjii Zhu’ Ginjik der benachbarten Gwich'in. Sie ist akut vom Aussterben bedroht. Schätzungen zufolge sprechen nur noch rund 15 (meist ältere) Menschen diese Sprache, obwohl es einige Bemühungen gibt, sie jüngeren Menschen zu lehren.

## Geschichte und Lebensweise
Ursprünglich gründete ihre Lebensweise vorwiegend auf der Lachsfischerei. Im Sommer versammelten sich die Han am Yukon, um die Fische zu fangen, im Winter teilten sie sich in kleinere Familiengruppen auf, um Wild wie Karibus, Elche, Bären, Stachelschweine und Biber zu jagen. Durch die Grenzziehung zwischen dem damals russischen Alaska und Kanada wurde ihr Siedlungsgebiet zerteilt, im Zug des Klondike-Goldrauschs Ende des 19. Jahrhunderts wurde es von Weißen überrannt, wodurch sich ihre Lebensweise umfassend änderte.
Zur Zeit des ersten Kontaktes mit den Weißen lebten Schätzungen zufolge etwa 1000 Hän. Heute zählen sie in den USA und in Kanada zusammen etwa 300 Personen. Die meisten von ihnen leben in Dawson (Kanada) sowie in der Ortschaft Eagle (Alaska).